# Zagtoon
Zagtoon este un studio de animație francez fondat de Jeremy Zag care este divizia de televiziune a ZAG Entertainment. De la început, Zagtoon a produs aproape 100 de ore de conținut animat CGI, licențiat pentru radiodifuzori importanți și parteneri digitali din peste 130 de teritorii.

## Filmografie

### Seriale
| Titlu                             | Creator(i) / Dezvoltator(i)                                     | Ani          | Canal | Coproducție cu | Note                                      |
| --------------------------------- | --------------------------------------------------------------- | ------------ | --- | --- | ----------------------------------------- |
| Rosie                             | Romain Gadiou                                                   | 2011         | Gulli | 2 Minutes |                                           |
| Kobushi                           | Jeremy Zag Nathanael Bronn                                      | 2012         | AB Gulli | AB Productions |                                           |
| Sammy & Co                        |                                                                 | 2014         | M6 | nWave Pictures Nexus Factory StudioCanal |                                           |
| Miraculos: Buburuza și Motan Noir | Thomas Astruc Jeremy Zag                                        | 2015–prezent | TFOU (Franța) Disney Channel (Europa)                                                                                       | Method Animation Toei Animation Toei Animation Europe S.A.S. SAMG Animation (sezoanele 1–3) SK Broadband (sezoanele 1–3) De Agostini Editore (sezonul 2–prezent) Gloob (sezonul 4) Gravity Animation (sezonul 5–prezent) | Produs sub Miraculous Corp. din sezonul 6 |
| Popples                           |                                                                 | 2015–2016    | Netflix | Saban Brands Method Animation Nexus Factory Umedia DQ Entertainment International |                                           |
| Zak Storm                         | Jeremy Zag Man of Action                                        | 2016–2018    | Gulli Canal J | Method Animation SAMG Animation MNC Animation SK Broadband De Agostini Editore ON Kids & Family Man of Action Studios |                                           |
| Denver the Last Dinosaur          | Peter Keefe                                                     | 2018         | M6 | Method Animation Nexus Factory Umedia ON Kids & Family |                                           |
| Power Players                     | Jeremy Zag Man of Action                                        | 2019–2021    | France 4 (Franța) Cartoon Network (Statele Unite și Europa) WDR (Germania) Gloob (Brazilia) Discovery Kids (America Latină) | Man of Action Studios Planeta Group WDR Mediagroup Kaibou ON Kids & Family |                                           |
| Ghostforce                        | Jeremy Zag Pascal Boutboul Sebastien Thibaudeau Nathanael Bronn | 2021–prezent | TFOU (Franța) EBS 1 (Coreea de Sud) Disney+ (Italia)                                                                        | SAMG Animation Kidsme S.R.L. |                                           |

### Filme
| Titlu                                      | An   | Coproducție cu | Distribuitor | Note                                |
| ------------------------------------------ | ---- | -------------- | ------------ | ----------------------------------- |
| Miraculos: Buburuza și Motan Noir - Filmul | 2023 | SND            | SND          | Produs sub The Awakening Production |